# Geschützter Landschaftsbestandteil Helbecke

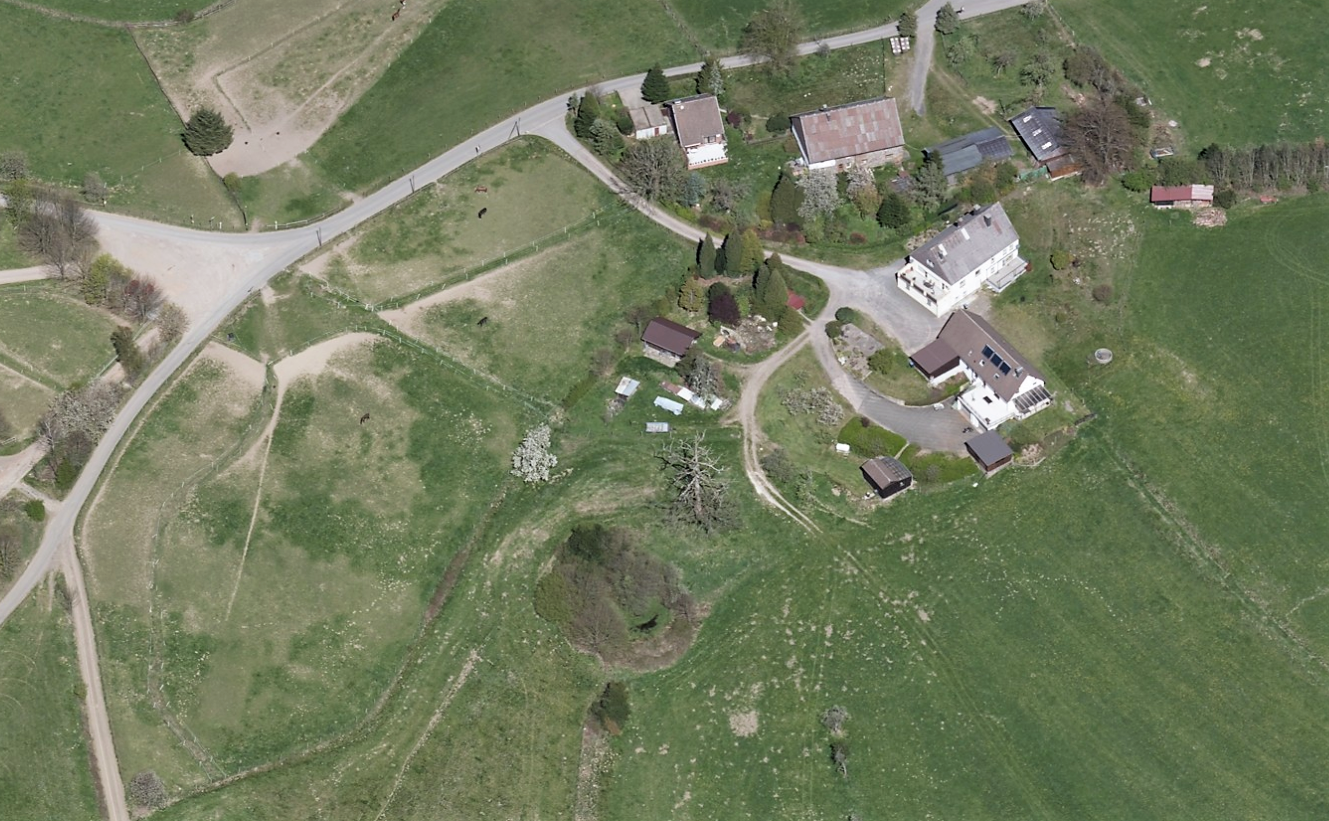
Geschützter Landschaftsbestandteil Helbecke

Der Geschützte Landschaftsbestandteil Helbecke mit einer Flächengröße von 0,67 ha liegt auf dem Gebiet der kreisfreien Stadt Hagen in Nordrhein-Westfalen. Der LB wurde 1994 mit dem Landschaftsplan der Stadt Hagen vom Stadtrat von Hagen ausgewiesen.

## Beschreibung
Beschreibung im Landschaftsplan: „Der Landschaftsbestandteil liegt östlich von Kalthausen. Es handelt sich um eine von Hecken eingefaßte Obstwiese sowie um einen südwestlich angrenzenden Quellbereich mit einem Kleingewässer.“

## Schutzzweck
Laut Landschaftsplan erfolgte die Ausweisung „zur Sicherung der Leistungsfähigkeit des Naturhaushalts durch Erhalt eines Lebensraumes, insbesondere für die Lebensgemeinschaften der Kleingewässer, Obstwiesen und Heckenbiotope“.